# Sport1
Sport 1 este un canal TV dedicat exclusiv sportului, ce emite în Cehia, Slovacia și Ungaria. Sport 1 a emis și în România și Republica Moldova, între 1 noiembrie 2006 și 5 noiembrie 2014, dată la care și-a încetat emisia în limba română.
Televiziunea Sport 1 s-a lansat în anul 2000 în Ungaria, iar, începând cu 2006, și-a continuat extinderea în Europa, inclusiv în România. Transmisia televiziunii s-a realizat de la Budapesta, unde se află centrul operațiunilor pentru Europa Centrală. 